# Sfere del drago

Le sfere del drago terrestri

Le sfere del drago (ドラゴンボール?, Doragon Bōru) rappresentano degli oggetti magici nella serie manga e anime Dragon Ball ideata da Akira Toriyama.
Le sfere del drago, se radunate, permettono di evocare un drago magico in grado di esaudire uno o più desideri. Esistono cinque gruppi di sfere del drago, ognuno composto da sette sfere (a eccezione di quelle di Cereal che sono solo due) aventi da una a sette stelle: nel primo manga di Dragon Ball sono state introdotte le sfere del drago terrestri e le sfere del drago namecciane. Ad esse si aggiungono le super sfere del drago e le sfere di Cereal nel manga di Dragon Ball Super e le sfere del drago dalla stella nera apparse unicamente nell'anime di Dragon Ball GT.
Le sfere del drago sono estremamente antiche: come afferma Zuno le super sfere del drago (quelle originali) vennero create nell'anno 41 del calendario comune, invece le altre sfere che vennero generate da quelle originali esistevano già prima che l'Anziano Kaioshin fosse rinchiuso nella Spada Z dato che egli, considerandole "portatrici di confusione" nei mondi, ne aveva concesso l'uso solo ai namecciani, da lui definiti la razza più onesta dell'universo.
Esaudito il desiderio (o i desideri) le sfere del drago si trasformano in pietre, perdendo il loro potere magico ma conservando comunque la loro forma sferica, per poi sparpagliarsi nei vari luoghi del pianeta dove il drago è stato evocato e tornare al loro aspetto originale quando riacquistano il loro potere per un tempo che varia a seconda del determinato gruppo di sfere. Il potere delle sfere è direttamente legato al loro creatore e quindi, oltre al fatto che la portata della loro magia è proporzionata al potere del loro creatore, se questi muore, le sfere perdono la loro energia diventando permanentemente pietre. I namecciani che creano le sfere, infatti, per conservarne il potere anche dopo la loro morte, trasmettono il legame vitale che li vincolano alle sfere del drago a un altro namecciano.
Stando a quando dichiarato dall'autore, le sfere del drago terrestri hanno la consistenza della resina naturale indurita e sono molto resistenti: quando Tao Bai Bai tenta di uccidere Goku con la Dodompa il bambino si salva grazie alla sfera dalle quattro stelle che viene colpita dal raggio energetico senza subire alcun danno. Ciò nonostante tali sfere non sono impossibili da danneggiare: Yajirobei infatti indossa una collana realizzata traforando la sfera da una stella. In ogni caso, stando all'autore le sfere terrestri tornano in condizioni perfette dopo essere state trasformate in pietra. Quando non sono tramutate in pietra le sfere del drago emettono un segnale che può essere captato utilizzando i Dragon Radar.

## Nomi
I nomi delle sfere del drago derivano dal cinese e sono:
| Nº di stelle | Kanji  | Cinese mandarino | Katakana         | Rōmaji      | Nome in Italia Junior TV | Nome italiano doppiaggio Mediaset |
| ------------ | ------ | ---------------- | ---------------- | ----------- | ------------------------ | --------------------------------- |
| 1            | 一星球 | Yī Xīngqiú       | イーシンチュー   | Ī Shinchū   | Isshinchu                | Sfera da una stella               |
| 2            | 二星球 | Èr Xīngqiú       | アンシンチュー   | An Shinchū  | Ryanshinchu              | Sfera dalle due stelle            |
| 3            | 三星球 | Sān Xīngqiú      | サンシンチュー   | San Shinchū | Sanshinchu               | Sfera dalle tre stelle            |
| 4            | 四星球 | Sì Xīngqiú       | スーシンチュー   | Sū Shinchū  | Sushinchu                | Sfera dalle quattro stelle        |
| 5            | 五星球 | Wŭ Xīngqiú       | ウーシンチュー   | Ū Shinchū   | Vushinchu                | Sfera dalle cinque stelle         |
| 6            | 六星球 | Liù Xīngqiú      | リューシンチュー | Ryū Shinchū | Ryushinchu               | Sfera dalle sei stelle            |
| 7            | 七星球 | Qī Xīngqiú       | チーシンチュー   | Chī Shinchū | Chishinchu               | Sfera dalle sette stelle          |

Nelle edizioni italiane delle serie andate in TV su Italia 1 i nomi originali delle sfere sono stati tradotti in italiano, a differenza invece di quanto accaduto nei film doppiati da Dynamic Italia, nelle traduzioni del manga di Star Comics e nel doppiaggio storico della prima serie edito da Junior TV nel 1989. Sempre in quest'ultima edizione, inoltre, il termine usato per indicare le sfere fu sfere del dragone.

## Sfere del drago terrestri
Queste sfere sono state create dal Dio della Terra, un alieno namecciano, a immagine e somiglianza di quelle di Namecc, il suo pianeta natale (con la differenza delle dimensioni: quelle namecciane sono molto più grandi). Il loro aspetto è quello di piccole sfere di colore giallo, punteggiate da un numero variabile di stelline stilizzate rosse. Chiunque riesca a riunire le sette sfere potrà evocare il drago Shenron ed esprimere un desiderio, dopodiché esse si disperderanno nuovamente sul pianeta Terra e resteranno tramutate in pietra per un anno. Esistono tre eccezioni a tale regola: 
- Poco più di 8 mesi dopo l'evocazione di Shenron da parte di Pilaf il Red Ribbon ha già radunato alcune sfere del drago.
- Shenron viene resuscitato da Dio e ricompare a pochi giorni dalla sua uccisione da parte del Grande Mago Piccolo.
- Mr. Popo raduna le sfere del drago terrestri ed evoca Shenron pochi minuti dopo la resurrezione di Piccolo e Dio da parte del Drago Polunga. Shenron era stato evocato un mese prima per resuscitare Son Goku.

Le sfere sono legate al drago Shenron e al loro creatore; se uno dei due viene ucciso, le sfere sono inutilizzabili e si trasformano in semplici sassi.
Nell'economia della narrazione ha particolare importanza la sfera del drago dalle quattro stelle: Son Goku infatti ha un profondo legame con essa dato che essendo essa uno dei pochissimi oggetti tramandatigli da suo nonno Son Gohan Goku non solo la custodiva su un altare in un cuscino, ma si rivolgeva ad essa come se stesse parlando con il defunto nonno. Anche dopo aver scoperto la natura dell'oggetto, Goku rimane comunque legato ad essa, decidendo per ben due volte di recarsi alla sua ricerca (subito dopo il 21° Tenkaichi e fra il 23° Tenkaichi e l'arrivo di Radish sulla Terra).

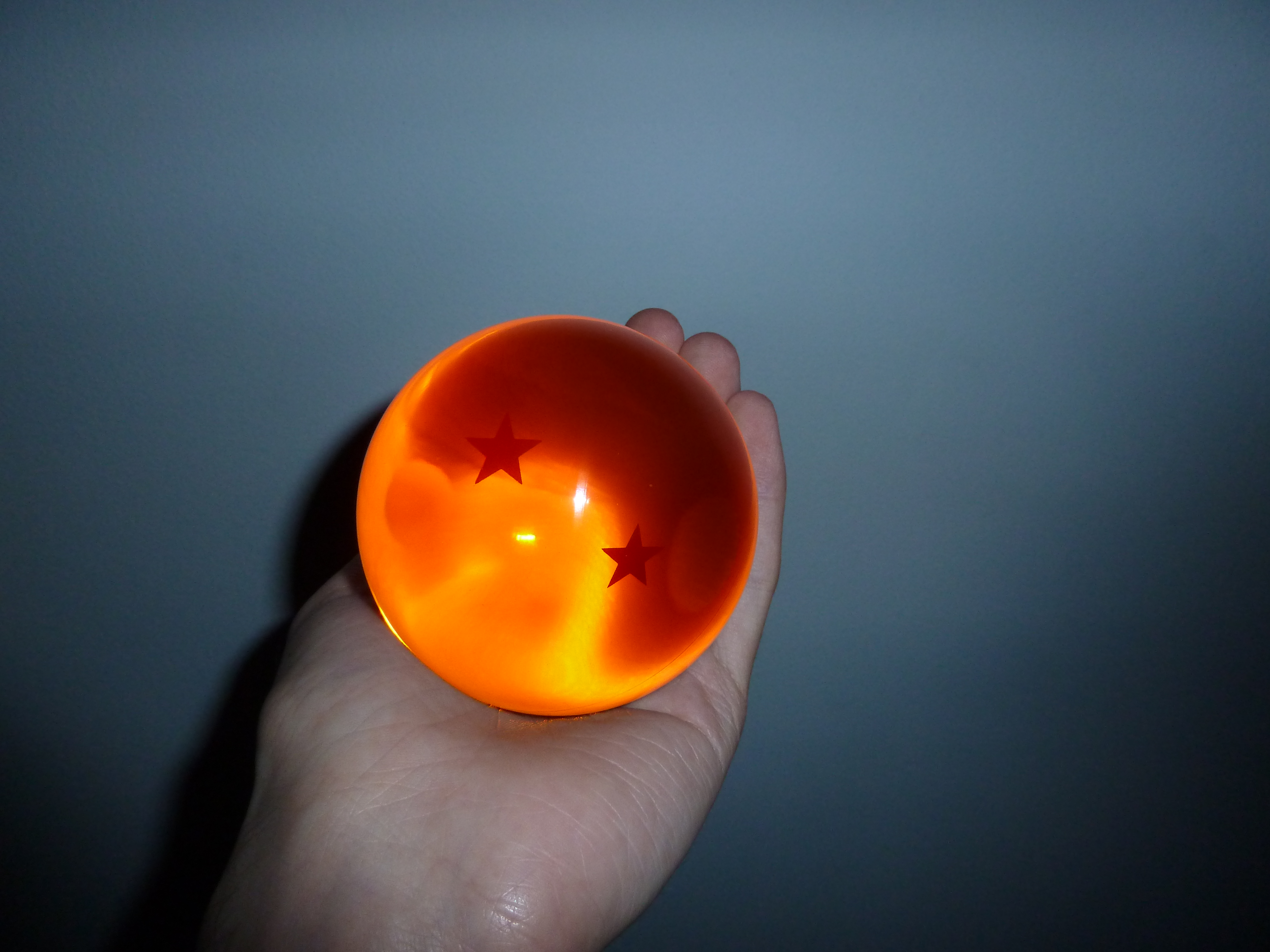
Riproduzione di una sfera del drago terrestre a grandezza naturale

Dopo la ricongiunzione di Dio con Piccolo, Dende viene portato da Goku sulla Terra e diventa il nuovo Dio terrestre. Dalla sua venuta il drago Shenron diviene capace di esaudire tre desideri (due se un desiderio viene utilizzato per far rivivere una grande quantità di persone). Se non vengono usati tutti i desideri disponibili, il drago può essere evocato anche dopo quattro mesi. Dal momento che Dende ricrea il drago sul modello di quello vecchio, rimane non solo la limitazione che non permette di riportare le persone in vita più di una volta, ma rimangono anche registrati i vecchi desideri.
Nel manga il drago è stato evocato quattordici volte, quindici contando anche l'anime di Dragon Ball GT. In quest'ultima si scopre che con l'utilizzo le sfere tendono a caricarsi di energia negativa, proporzionale all'altruismo del desiderio espresso, motivo per cui esse andrebbero utilizzate non più di una volta ogni cento anni. Il completo accumulo di energia negativa infatti provoca la nascita dei draghi malvagi, potentissime creature con il solo scopo di cospargere l'universo di energia negativa portandolo sull'orlo della distruzione, cosa che, a detta dell'Anziano Kaiohshin, una volta è avvenuta. Ogni drago possiede una delle sfere del drago che, caricate di energia negativa, si presentano con crepe, con stelle nere e di colore blu.
Benché le sfere del drago siano scomparse alla fine di Dragon Ball GT, nello special TV Dragon Ball GT: L'ultima battaglia, ambientato cento anni dopo, sono normalmente in circolazione; è presumibile dunque che quanto ipotizzato da Trunks nell'ultima puntata della stessa serie GT, ovvero che le sfere sarebbero tornate a disposizione dei terrestri in futuro, sia di fatto accaduto.
Nell'episodio 33 dell'anime della prima serie, il Maestro Muten racconta la leggenda popolare delle sfere del drago. Questa leggenda è presente solo nell'anime e contraddice la spiegazione fornita più avanti nella serie:

### Desideri espressi nel manga
Di seguito sono riportati i desideri espressi nella serie con le sfere del drago create dal Dio della Terra e da Dende presenti nel manga.
| Sfere del drago del Dio della Terra | | |
| Dragon Ball                         | Diventare un re (solo menzionato) | Sconosciuto |
| Dragon Ball                         | Ottenere delle mutandine da donna | Olong (Pilaf evoca il drago con l'intenzione di diventare il re del mondo, Olong esprime il desiderio con lo scopo primario di anticiparlo) |
| Dragon Ball                         | Resuscitare Bora | Son Goku |
| Dragon Ball                         | Ridare la giovinezza al Grande Mago Piccolo                                                                                                  | Grande Mago Piccolo |
| Dragon Ball                         | Resuscitare le vittime del Grande Mago Piccolo                                                                                               | Bulma |
| Dragon Ball Z                       | Resuscitare Son Goku | Maestro Muten |
| Dragon Ball Z                       | Resuscitare tutti coloro la cui morte era giunta prematuramente a causa di Freezer e dei suoi uomini                                         | Mr. Popo |
| Sfere del drago di Dende            | | |
| Dragon Ball Z                       | Resuscitare le vittime di Cell | Yamcha (1° e 2° desiderio) |
| Dragon Ball Z                       | Rimuovere le cariche esplosive presenti nei corpi di Numero 17 e Numero 18                                                                   | Crilin (3° desiderio) |
| Dragon Ball Z                       | Resuscitare tutte le persone uccise il giorno del 25° Torneo Tenkaichi a eccezione dei malvagi                                               | Bulma (1° e 2° desiderio) |
| Dragon Ball Z                       | Far dimenticare ai terrestri il ricordo di Majin Bu e del male da lui perpetrato, a eccezione dei guerrieri, Mr. Satan, Videl e lo stesso Bu | Goku (3° desiderio) |
| Dragon Ball Super                   | Ridare la giovinezza a Pilaf, Mai e Shu (solo menzionato)                                                                                    | Pilaf |
| Dragon Ball Super                   | Ottenere informazioni su come evocare il Super Saiyan God                                                                                    | Son Goku (1° desiderio) |
| Dragon Ball Super                   | Resuscitare Freezer ucciso da Trunks dal futuro                                                                                              | Sorbet (1° desiderio) |
| Dragon Ball Super                   | Teletrasportare Broly sul pianeta Vampa | Cheelai |
| Dragon Ball Super                   | Risvegliare il potere latente di Piccolo | Piccolo |
| Dragon Ball GT                      | Riportare in vita tutte le persone uccise durante le battaglie contro Super C 17 e i Draghi Malvagi                                          | Goku |

### Desideri espressi nei film e nell'anime
| Sfere del drago del Dio della Terra                         |                                                                              | |
| Dragon Ball: La leggenda delle sette sfere                  | Far tornare il proprio regno all'antico splendore                            | Panjee |
| Dragon Ball: Il torneo di Miifan                            | Resuscitare Bora                                                             | Son Goku |
| Dragon Ball: Il cammino dell'eroe                           | Ricostruire il robot Ottone                                                  | Son Goku |
| Dragon Ball Z: La vendetta divina                           | Immortalità                                                                  | Garlic Jr. |
| Dragon Ball Z: Il più forte del mondo                       | Risvegliare dal ghiaccio il Dottor Willow                                    | Dottor Kotchin |
| Dragon Ball Z: La sfida dei guerrieri invincibili           | Giovinezza                                                                   | Slug |
| Dragon Ball Z: La grande battaglia per il destino del mondo | Ripristinare la foresta distrutta dall'incendio                              | Crilin e Gohan |
| Sfere del drago di Dende                                    |                                                                              | |
| Dragon Ball Z: Sfida alla leggenda                          | Portare Goku sulla Terra negli ultimi istanti del combattimento contro Broly | Probabilmente Goten |
| Dragon Ball Z: L'eroe del pianeta Conuts                    | Aprire il carillon in cui è imprigionato Tapion                              | Hoi |
| Dragon Ball Z: La resurrezione di 'F'                       | 100 milioni di zeni                                                          | Shu (2° desiderio) |
| Dragon Ball Super                                           | Guarire Pan da una febbre persistente                                        | Gohan (Unico desiderio, presente solo nell'anime-episodio 68) (Goku vorrebbe resuscitare i presenti sul Pianeta di Re Kaioh del Nord, ma il drago viene lasciato in attesa per troppo tempo e finisce per sparire) |

## Sfere del drago namecciane
Le sfere del drago namecciane (ナメック星のドラゴンボール?) sono le sfere del drago del pianeta Namecc. L'Anziano Kaiohshin, in epoca remota, si rese conto che le sfere capaci di realizzare dei desideri non facevano altro che "generare confusione". Confidando nel buonsenso dei namecciani, fece allora in modo che le sole sfere create da mortali fossero proprio quelle di Namecc. Le sfere del drago di Namecc sono molto più grandi di quelle terrestri e il tempo in cui restano tramutate in sassi dopo che un desiderio è stato esaudito dal loro drago Polunga è di un anno namecciano, corrispondente a 130 giorni terrestri. Con le sfere namecciane si possono esaudire tre desideri, ma per evocare il drago Polunga è necessario conoscere una parola d'ordine ed esprimere i desideri in lingua namecciana; con ogni desiderio non si può resuscitare, almeno nella versione originale di queste sfere, più di una persona morta.
Dopo la morte di Guru, l'originale creatore delle sfere di Namecc, e il passaggio di consegna a Moori, il drago Polunga diviene capace di resuscitare più di una persona morta per volta. Come viene spiegato da Esca, il potere della sfere namecciane non si limita solo all'evocazione del drago al fine di esaudire i desideri espressi, esse infatti con il loro potere proteggono il pianeta Namecc e i suoi abitanti. Nel manga Polunga è stato evocato nove volte, dieci contando anche l'anime di Dragon Ball GT.
I desideri espressi al drago Polunga durante la storia sono i seguenti:
| Sfere del drago dell'Anziano Saggio | | |
| Dragon Ball Z                       | Resuscitare Piccolo e teletrasportarlo sul pianeta Namecc | Dende per volere di Gohan e Crilin (1° e 2° desiderio)                                                                   |
| Dragon Ball Z                       | Trasferire sulla Terra tutte le persone presenti su Namecc tranne Goku e Freezer                                                                                  | Dende per volere di Re Kaioh del Nord (3° desiderio)                                                                     |
| Sfere del drago di Moori            | | |
| Dragon Ball Z                       | Trasferire l'anima di Crilin sulla Terra, resuscitare lui e Yamcha                                                                                                | Dende sulla Terra sotto istruzione di Bulma (1°, 2° 3° desiderio)                                                        |
| Dragon Ball Z                       | Resuscitare Tenshinhan e Jiaozi e trasferire i namecciani su un nuovo pianeta                                                                                     | Dende sulla Terra sotto istruzione di Bulma (1°, 2° e 3° desiderio)                                                      |
| Dragon Ball Z                       | Ricreare la Terra (distrutta da Majin Bu), resuscitare tutte le persone morte dopo il 25º Torneo Tenkaichi tranne i malvagi e ripristinare le energie di Goku     | Dende su Neo Namecc: i primi due per volere di Vegeta, il terzo su idea di Dende e dei Kaiohshin (1°, 2° e 3° desiderio) |
| Dragon Ball capitolo spaciale       | Ricreare il pianeta del Re Kaioh del Nord distrutto da Cell | Goku |
| Dragon Ball Super                   | Annullare la fusione dei Potara permettendo al Kaiohshin dell'Est e a Kibith di tornare a essere due entità distinte                                              | Kaiohshin dell'Est |
| Dragon Ball Super                   | Guarire Crunberry dalle ferite riportate in battaglia, ripristinare il pieno potere magico di Molo e far evadere i prigionieri rinchiusi nella Prigione Galattica | Esca su coercizione di Crunberry e Molo (1°, 2° e 3° desiderio)                                                          |
| Dragon Ball Super                   | Resuscitare tutte le vittime della Legione di Molo e ridare vita ai pianeti a cui Molo aveva drenato via la loro energia                                          | Namecciani |
| Dragon Ball GT                      | Ricreare la Terra distrutta dagli effetti collaterali dell'utilizzo delle sfere del drago dalla stella nera                                                       | Namecciani per volere di Goku e dei difensori della Terra (1° desiderio)                                                 |

## Sfere del drago di Cereal
Le sfere del drago di Cereal vennero create dai namecciani che abitavano lì, in linea con le tradizioni del loro popolo, crearono queste sfere con lo scopo di premiare i loro combattenti migliori, attualmente sono legate alla vita del namecciano Monaito, l'ultimo della sua specie sopravvissuto su Cereal, gli sono state date in eredità del Capo Anziano di Cereal. Sono più piccole se messe a confronto con quelle terrestri, contrariamente alle altre sfere la loro riserva energetica è illimitata infatti anche quando il desiderio viene esaudito preservano il loro potere senza trasformasi in pietra e dunque possono essere impiegate in ogni momento, ma ciò che più le distingue dalle altre sfere del drago è che invece di essere un gruppo da sette, esse sono solo due, infatti esiste solo la sfera con una sola stella, e quella con due stelle. Quando le due sfere vengono radunare esse evocano il drago Toronbo.
I desideri espressi con queste sfere sono i seguenti:
| Apparizione       | Desiderio | Colui o coloro che ha espresso il desiderio o i desideri |
| ----------------- | --- | -------------------------------------------------------- |
| Dragon Ball Super | Trasformare Granolah nel combattente più forte del Settimo Universo sacrificando i restanti 150 anni di vita di quest'ultimo come prezzo da pagare | Granolah                                                 |
| Dragon Ball Super | Trasformare Gas nel guerriero più forte del Settimo Universo                                                                                       | Elec                                                     |

## Super sfere del drago
Le super sfere del drago ((スーパードラゴンボール?, Sūpā Doragon Bōru) compaiono in Dragon Ball Super e sono le sfere del drago originali create dal dio dei draghi Zalama. Infatti, le sfere di Namecc, della Terra e di Cereal sono state create dai namecciani servendosi proprio di alcuni frammenti di queste gigantesche sfere. La loro esistenza era considerata come una semplice leggenda persino dagli dei. Le super sfere hanno le dimensioni di pianeti, con un diametro di 37.196, 2204 km, e per questo motivo sono chiamate anche "pianeti dei desideri". Proprio a causa di questa loro peculiarità solo le divinità hanno il potere necessario per radunarle. Queste sfere mostrano inoltre sempre lo stesso numero di stelle indipendentemente dall'angolazione in cui vengono viste. Champa, fratello di Beerus e Dio della distruzione del Sesto Universo, spiega che il drago evocato grazie a queste sfere, Super Shenron, può esaudire qualunque desiderio senza nessun tipo di limitazione (uno soltanto per volta). Un po' come per quelle namecciane, queste sfere necessitano di una parola d'ordine, e i desideri da esaudire devono essere pronunciati esclusivamente in linguaggio divino. Dopo il loro uso le sfere vengono sparse tra gli universi 6 e 7. Una volta utilizzate, deve trascorrere un anno prima di poterle riutilizzare. In Dragon Ball Super queste sfere vengono donate in premio all'universo vincitore del Torneo tra il Sesto e il Settimo Universo, e poi in premio al più valoroso guerriero dell'universo vincitore del Torneo del Potere, mentre nella linea temporale di Trunks del futuro esse vengono distrutte da Black Goku e Zamasu del futuro dopo che quest'ultimo esprime (e ottiene) il desiderio di diventare immortale.
| Apparizione       | Desiderio                                       | Colui o coloro che ha espresso il desiderio o i desideri |
| ----------------- | ----------------------------------------------- | -------------------------------------------------------- |
| Dragon Ball Super | Ricreare il pianeta Terra nel Sesto Universo    | Beerus                                                   |
| Dragon Ball Super | Scambiare il corpo di Zamasu con quello di Goku | Zamasu                                                   |
| Dragon Ball Super | Rendere immortale Zamasu del futuro             | Zamasu del futuro                                        |
| Dragon Ball Super | Ripristinare tutti gli universi distrutti       | Numero 17                                                |

## Sfere del drago dalla stella nera
Le sfere del drago dalla stella nera (ダークドラゴンボール?) compaiono solamente in Dragon Ball GT. Esse sono simili a quelle terrestri, ma con le stelle di colore nero, e sono state create dal figlio di Kattatsu prima della sua scissione nel Dio della Terra e nel Grande Mago Piccolo. Quando si attivano compare uno Shenron diverso, un drago enorme e potentissimo, di colore rosso e con enormi corna dorate capace di esaudire un desiderio senza alcuna limitazione. Ciò è dovuto al fatto che il figlio di Kattatsu era estremamente più forte quando era un solo essere, di gran lunga il più potente namecciano che ci fosse in quel periodo. Dopo la realizzazione del desiderio queste sfere si spargono in tutto l'universo (senza tramutarsi in pietra a differenza degli altri tipi di sfere) e, se non si ritrovano entro un anno, il pianeta sul quale sono state usate viene mano a mano colpito da catastrofi naturali sempre più gravi, fino alla completa esplosione dello stesso.
Durante la parte di Dragon Ball GT riguardante Baby, Piccolo si lascia volontariamente morire nell'esplosione del pianeta Terra proprio per distruggere le sfere dalla stella nera, che riteneva estremamente pericolose.
I desideri espressi con queste sfere sono i seguenti:
| Apparizione    | Desiderio                                                                  | Colui o coloro che ha espresso il desiderio o i desideri |
| -------------- | -------------------------------------------------------------------------- | -------------------------------------------------------- |
| Dragon Ball GT | Far tornare Son Goku bambino                                               | Pilaf, per errore                                        |
| Dragon Ball GT | Creare un pianeta simile a quello nativo di Baby, Plant, vicino alla Terra | Baby                                                     |

## Apparizioni in crossover
Le sfere del drago terrestri sono riunite anche in Dr. Slump & Arale: Goku, ogni abitante del villaggio Pinguino e gli esponenti del Red Ribbon Murasaki e Generale Blue vorrebbero esprimere un proprio desiderio, ma un contadino anticipa tutti e chiede al drago Shenron un trattore nuovo.